# Дом мудрости
Дом му́дрости или Байт аль-хи́кма (араб. بيت الحكمة‎) — исламская академия, основанная в 820-е годы халифом аль-Мамуном в Багдаде. Аль-Мамун симпатизировал учению мутазилитов, и по его замыслу Дом мудрости должен был обеспечить сторонников этого учения богатым фактическим материалом, полезным при ведении теологических споров, в первую очередь трудами по философии. В Багдад изо всех областей халифата были собраны выдающиеся учёные, многие из которых являлись уроженцами Средней Азии и Ирана. Возглавлял Дом мудрости Сахль ибн Харун.
При Доме мудрости существовала библиотека «Хизанат аль-хикма». Одной из важнейших задач академии был перевод на арабский язык индийских и древнегреческих трудов по астрономии, математике, медицине, алхимии, философии. По инициативе аль-Мамуна к Льву V Армянину в Византию было отправлено специальное посольство с целью получить ценные греческие рукописи. Главой переводчиков Дома мудрости был назначен несторианин Хунайн ибн Исхак, владевший четырьмя языками и получавший вознаграждение золотом, причём по преданию вес вознаграждения зависел от веса переведённых трудов. Он перевел на арабский Платона, Аристотеля и их комментаторов, а также труды трёх основоположников греческой медицины: Гиппократа, Галена и Диоскорида.
Большое внимание уделялось астрономическим наблюдениям, цель которых состояла в проверке и уточнении данных, полученных из древнегреческих и индийских сочинений. При аль-Мамуне (829) была построена обсерватория в багдадском пригороде Шаммасийа. По его же инициативе в 827 году на равнине около Синджара были проведены геодезические работы, в результате которых была непосредственно измерена длина дуги 1° земного меридиана. Они имели целью уточнить размеры Земли, найденные Эратосфеном, так как оказалось неизвестным соотношение между древнегреческими и арабскими единицами длины. Полученный арабскими астрономами результат лишь на 1 % отклоняется от современного.
Сотрудниками Дома мудрости в разное время были такие выдающиеся учёные, как аль-Хорезми, Ибн Турк, аль-Фергани, аль-Джаухари, Хабаш аль-Хасиб, аль-Кинди, братья Бану Муса, аль-Махани, Сабит ибн Курра, Куста ибн Лукка, ан-Насрани, аль-Ахвази, Абу-ль-Вафа, аль-Кухи.
После вступления в Багдад 12 февраля 1258 года войска монгольского хана Хулагу Дом мудрости был разрушен, а хранившиеся в нём книги были сброшены в реку Тигр.